# Luci Emili Patern
Luci Emili Patern (llatí: Lucius Aemilius L. f. Gal. Paternus; Aeso, c. segle i - segle ii) va ser centurió romà de l'orde eqüestre durant l'època de Trajà (98-117). Nadiu d'Aeso, actual Isona, era fill de Luci i membre de la tribu Galèria, i el germà gran de Marc Emili Fratern. Participà en les dues guerres dàcies (a l'actual Romania) entre el 101 i el 104, i a la Pàrtia (actual Iran), l'any 115. Fou condecorat tres vegades per l'emperador pel gran valor i fidelitat demostrats en les seves accions. En la seva memòria la vila d'Isona li dedicà una plaça de la vila.
La seva biografia és coneguda per dues inscripcions trobades el segle xviii no lluny d'Isona, una a Perolet i l'altra a Covet, conservades al Museu Arqueològic de Barcelona. La primera és un pedestal dedicat per ell al seu germà Fratern. La segona és un pedestal dedicat a ell per la seva filla Atília Vera; aquesta inscripció forneix força informació biogràfica sobre Patern: primerament fou soldat distingit, després praefectus fabrum i a continuació centurió de la Legió VII Gèmina. D'allí passà a centurió de la Legió I Minervia i després centurió de la Legió VII Clàudia, i després la Legió XIV Gèmina. Fou ascendit a la Legió II Augusta, en la que fou centurió de IV Cohort Pretòria dels 300. En aquesta unitat fou ascendit a primipilari. Pel gran valor que demostrà en les dues expedicions contra la Dàcia i una contra Pàrtia fou condecorat per l'emperador Trajà amb cadenes i braçalet d'or, així com amb corona mural dues vegades a les Guerres dàcies i una altra en les Guerres Pàrtiques.